# Stapelia meintjiesii
Stapelia meintjiesii är en oleanderväxtart som beskrevs av Verdoorn. Stapelia meintjiesii ingår i släktet Stapelia och familjen oleanderväxter. Inga underarter finns listade i Catalogue of Life.